# La Mort de César (Camuccini)
Pour les articles homonymes, voir La Mort de César.
La Mort de César est un tableau, mesurant 400 x 700 cm, peint par Vincenzo Camuccini vers 1806. Il est conservé au Museo Nazionale di Capodimonte de Naples. Une version plus petite de la toile, de dimensions 112 × 195 cm, est exposée à la Galerie nationale d'art moderne et contemporain de Rome.

## Histoire
Le tableau est commandé en 1793 par Frederick August Hervey, évêque de Derby et quatrième comte de Bristol pour lequel Camuccini avait déjà réalisé une copie de la Déposition de Raphaël. Ce tableau est le résultat d'un processus compliqué, interrompu par la mort du commanditaire en 1803, et un problème de payement. En 1796 le carton préparatoire est terminé. Il est accueilli favorablement par les plus grands connaisseurs du néoclassicisme romain. Le tableau est terminé en 1799, mais, contrairement au carton, il est âprement critiqué, incitant l'artiste à détruire la toile et à la recommencer, terminant probablement cette nouvelle mouture vers 1806. Il fut vendu par la suite à Joachim Murat en 1807. Il arriva au Musée de Capodimonte à Naples en 1864.

## Thème
L'artiste peint l'assassinat de César comme rapporté par les écrits antiques de Suétone (Vie des douze Césars, Jules César, I, LXXXII) et Plutarque (Vie de César, LXVI – LXVII).

## Description
Le tableau décrit la scène pendant l'assassinat, soit les 23 conspirateurs, entourant César pour le tuer, armés de dagues ou glaives.
La salle du Sénat est encore pleine de sénateurs assistant à la scène qui se déroule au pied de la statue de Pompée.
La lumière provenant des grandes fenêtres éclaire les conspirateurs, les mettant en évidence et divise le tableau en trois parties : conspirateurs et spectateurs, ainsi que la statue de Pompée.
Parmi les conspirateurs, Brutus est mis en évidence et Jules César est à terre, le bras tendu vers les assassins, comme pour s’accrocher à la vie.